# Varjisträsk

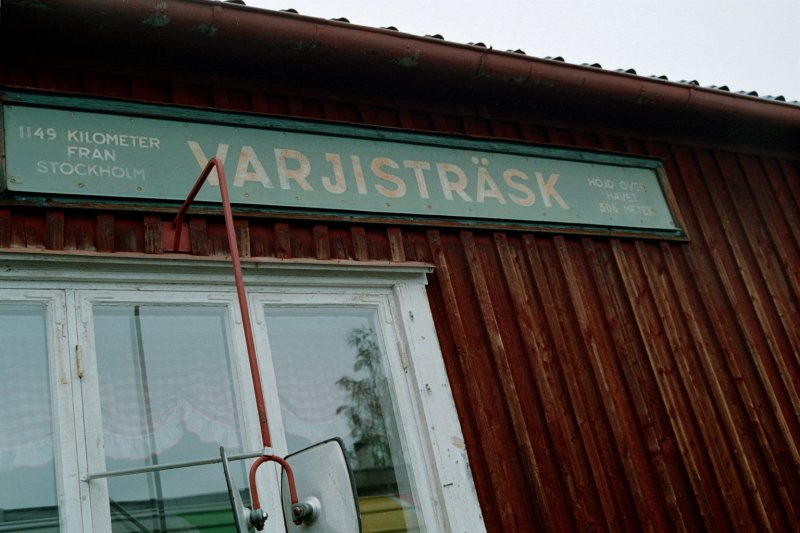
Järnvägsstationen i Varjisträsk vid Inlandsbanan.

Varjisträsk (lulesamiska, Varggá) är en by i Jokkmokks kommun i Lappland vid Stor-Varjisträsket, mellan Moskosel och Kåbdalis. Byn ligger vid Inlandsbanan.

## Kända personer
- Lars Norberg